# Dinemasporium marinum
Dinemasporium marinum är en lavart som beskrevs av Sv. Nilsson 1957. Dinemasporium marinum ingår i släktet Dinemasporium, ordningen kolkärnsvampar, klassen Sordariomycetes, divisionen sporsäcksvampar och riket svampar.   Inga underarter finns listade i Catalogue of Life.